# Skibby Kommune
Skibby Kommune i Frederiksborg Amt blev dannet ved kommunalreformen i 1970. Ved strukturreformen i 2007 blev den indlemmet i Frederikssund Kommune sammen med Jægerspris Kommune og det meste af Slangerup Kommune.

## Tidligere kommuner
Skibby Kommune blev dannet allerede i 1966 ved sammenlægning af 3 sognekommuner:
| Kommune          | Folketal september 1965 | Byer                                  |
| ---------------- | ----------------------- | ------------------------------------- |
| Ferslev-Vellerup | 1.120                   | Ferslev, Venslev og Vellerup Sommerby |
| Skibby           | 1.528                   | Skibby                                |
| Skuldelev-Selsø  | 1.377                   | Skuldelev og Sønderby                 |
| I alt            | 4.025                   |                                       |

## Sogne
Skibby Kommune bestod af følgende sogne, alle fra Horns Herred:
- Ferslev Sogn
- Selsø Sogn
- Skibby Sogn
- Skuldelev Sogn
- Vellerup Sogn

## Byer
| Kommunens største byer |                   |                   |
| Nr                     | By                | Indbyggere (2025) |
| 1                      | Skibby            | 3.135             |
| 2                      | Skuldelev         | 840               |
| 3                      | Vellerup Sommerby | 378               |
| 4                      | Ferslev           | 282               |
| 5                      | Sønderby          | 268               |
| 6                      | Venslev           | 229               |

## Valgresultater
| 4 | 2 | 4 | 1 | 2 |

| 10 | 3 |

| 5 | 4 | 3 | 1 |

| 9 | 4 |

| 4 | 3 | 1 | 3 | 2 |

| 8 | 5 |

| 6 | 1 | 1 | 4 | 1 |

| 10 | 3 |

| 5 | 2 | 1 | 3 | 2 |

| 10 | 3 |

| 5 | 1 | 1 | 5 | 1 |

| 10 | 3 |

## Borgmestre[3]
| Periode   | Navn                    | Parti                       |
| --------- | ----------------------- | --------------------------- |
| 1970-1974 | Poul Larsen             | Venstre                     |
| 1974-1981 | Jacob Pedersen          | Venstre                     |
| 1982-1985 | Erik Hansen             | Socialdemokratiet           |
| 1986      | Bent Vestergaard Jensen | Det Konservative Folkeparti |
| 1986-1989 | Gitte Schønemann        | Det Konservative Folkeparti |
| 1990-2001 | Kim Rockhill            | Socialdemokratiet           |
| 2002-2006 | Hans Henning Bjørnsen   | Venstre                     |

## Rådhuset
Efter at Skibby Kommune i 2007 indgik i Frederikssund Kommune, stod Skibby Rådhus på Røgerupvej 4 tomt i en årrække, men i 2015 blev det udlejet til et ejendomsadministrations-firma.